# Dominik Schwarzer

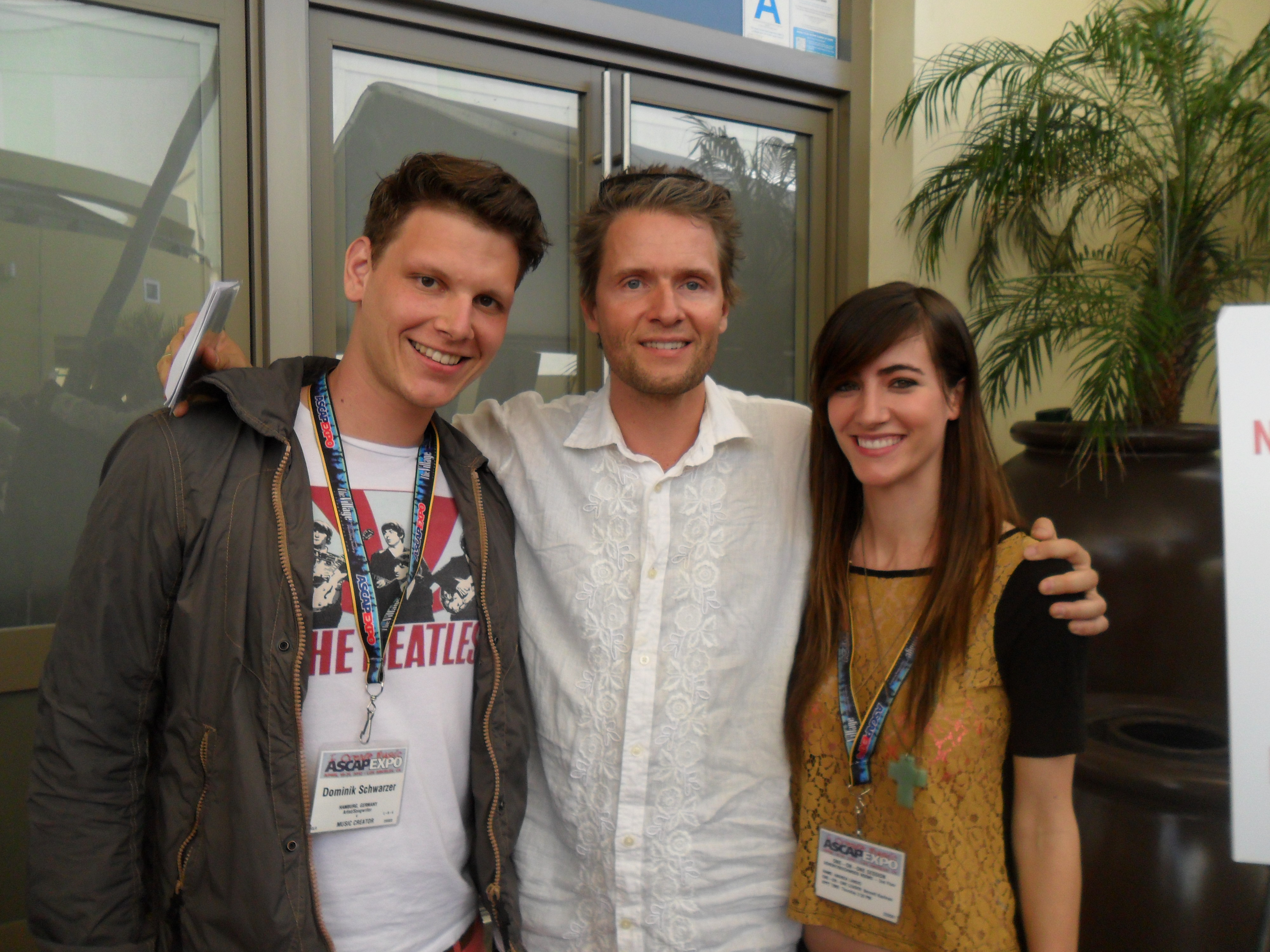
Dominik Schwarzer, Toby Gad und Andrea Landis auf der ASCAP Expo 2012

Dominik Schwarzer (* 10. Juni 1986 in Münster), Künstlernamen: Tom Jazon, David Anderson, ist ein deutscher Sänger, Songwriter, Komponist und Musikproduzent, wohnhaft in Hamburg. Seine bisher bekannteste Komposition wurde im Trailer von Philomena verwendet, wofür er zusammen mit seinem Co-Autoren Nick Murray mit dem Music+Sound Award 2014 ausgezeichnet wurde.

## Leben
Dominik Schwarzer wuchs in dem münsterländischen Nordkirchen als zweitjüngstes von 5 Kindern auf. Mit 10 Jahren begann er, Schlagzeug zu spielen, und stieg mit 15 Jahren auf Gitarre um. Ebenfalls im Alter von 15 Jahren begann er, seine ersten Aufnahmen am Computer zu erstellen und erste CDs auf dem Schulhof zu verkaufen. Mit 20 entschied er sich, Musik als Beruf ausüben zu wollen, und bekam die Chance, an der Hamburg School of Music zu studieren. Nach einem Jahr Studium wurde er von Stage Entertainment Germany dort entdeckt und für die Neuauflage des Buddy in Essen engagiert. Nachdem er dort ein Jahr lang als 1st Cast „Tommy“ und als Cover für die Hauptrolle „Buddy“ seinen Vertrag erfüllt hatte, ging er zurück nach Hamburg, um seine Ausbildung zum Berufsmusiker zu beenden.
Im Jahr 2011, nach dem Studium, übernahm Schwarzer erste Jobs als Producer Assistant im Studio von Sandi Strmljan, während er von dem amerikanischen Musikproduzenten und Komponisten Nick Murray über Soundcloud entdeckt wurde. Dieser bot Schwarzer an, Hintergrundmusik für eine US-TV-Sendung herzustellen. Nach den ersten Kompositionen, die Schwarzer ihm schickte, entschied dieser jedoch, dass die Stücke für ein Album mit Kino-Trailer-Musik geeignet wären, und schlug Schwarzer vor, ein solches Album mit ihm als Executive Producer und Co-Autoren zu schreiben und zu produzieren.
Im Frühjahr 2012 veröffentlichte Dominik Schwarzer zudem sein Album „ECHT“ mit neun selbst geschriebenen und produzierten deutschen Popsongs. Im selben Jahr wurde durch ein Crowdfunding die Herstellung einer physischen Ausgabe der CD ermöglicht, die über Amazon erhältlich ist.
2014 komponierte und produzierte Schwarzer den Soundtrack zu dem Film „10 Sekunden Himmel“ vom Nachwuchsdirector Tobias Schöneberger.
Am 10. Juni 2016 spielte Schwarzer erneut in „Buddy - The Buddy Holly Story“ mit. Er übernahm für das Westfälische Landestheater die Hauptrolle Buddy, die nun an zahlreichen Standardorten in Form eines Gastspieles zu sehen sein wird.

## Werke

### ECHT
Das Album wurde von Dominik Schwarzer in Eigenregie geschrieben, produziert und veröffentlicht.
| Nummer | Titel                   | Länge |
| ------ | ----------------------- | ----- |
| 1      | Angst mich zu verlieben | 3:40  |
| 2      | Diesen Sommer           | 3:15  |
| 3      | Bin für dich da         | 4:03  |
| 4      | Niemand außer dir       | 3:37  |
| 5      | Verpisse Dich           | 3:13  |
| 6      | Es ist vorbei           | 3:59  |
| 7      | Die Welt soll           | 3:51  |
| 8      | Freiheit                | 4:01  |
| 9      | Schlaflied              | 3:42  |

### LIFT
Das Album Lift wurde von Dominik Schwarzer in Hamburg und Nick Murray in Salt Lake City komponiert. Über das Internet tauschten die beiden Produzenten die Spuren aus und kamen so zu dem Endergebnis. Die Produktion fand im Juli 2012 in Los Angeles im Studio von Mark Needham statt und wurde im Studio von Nick Murray in Salt Lake City vollendet. Bisher gab es Placements in den Trailern von Dallas Buyers Club, Philomena und Decoding Annie Parker.
| Nummer | Titel                                            | Länge |
| ------ | ------------------------------------------------ | ----- |
| 1      | I Can Feel You (feat. Tyler Gurwicz & Jenny Bae) | 2:47  |
| 2      | Live Your Dream                                  | 2:07  |
| 3      | Stay (feat. Tyler Gurwicz)                       | 2:38  |
| 4      | A Wonderful Life (feat. Joel Pack & Jenny Bae)   | 2:18  |
| 5      | When You’re Not Here (feat. Tyler Gurwicz)       | 1:57  |
| 6      | Lift                                             | 2:05  |
| 7      | Give Me Your Hand (feat. David Elijah)           | 1:42  |
| 8      | Like a Phoenix                                   | 2:05  |
| 9      | Reminiscence (feat. Tina Guo & Jenny Bae)        | 1:54  |
| 10     | Home Is Where You Are (feat. Tyler Gurwicz)      | 1:52  |
| 11     | Infinite Wonder (feat. Lola)                     | 1:56  |
| 12     | You and I (feat. Joel Pack)                      | 2:22  |

### On The Bright Side Of Life
Am 14. Juni 2016 erschien das Production Music Album „On The Bright Side Of Life“, bestehend aus 12 Akustik Pop Kompositionen, hauptsächlich bestehend aus Instrumentalen. Das Album wurde in der Zeit vom Juli bis September 2015 von Dominik Schwarzer in dessen Tonstudio in Buchholz i.d.N. komponiert und produziert.